# ポンティアック・トランススポーツ
トランススポーツ（TRANS SPORT）は、アメリカ合衆国の自動車メーカー、ゼネラルモーターズにより1989年から1998年にかけて製造され、ポンティアックブランドにおいて販売された3ドア及び4ドアミニバンである。 ポンティアック初となるミニバンであり、ファミリー層が求める需要がセダンやステーションワゴンからミニバンへ移行する事を受けての事であった。 シボレー・ルミナAPV（シボレー初となる前輪駆動式ミニバン）とオールズモビル・シルエット（オールズモビル初となるミニバン）の発売の間に発売され、1986年に発表されたコンセプトカーから名付けられた。 
初代は、物議も醸したフロントオーバーハングの長い特徴的なデザインから、「ダストバスター」という愛称が付けられた。なお、2代目はクライスラー製ミニバンにおいて使用される物に似たフォームファクターを採用し、路線変更を図った。 両世代共にゼネラルモーターズ・Uプラットフォームを採用するが、 ゼネラルモーターズ・Wプラットフォームを採用するポンティアック・グランプリとコンポーネントを共有する。 
初代は、ノース・タリータウン工場（アメリカ合衆国ニューヨーク州スリーピー・ホロウ）において製造されたが、2代目ではドラヴィル工場（同ジョージア州ドラヴィル）へ移管された。 1998年式では、1997年に設定されたエクステリアトリムパッケージにちなみ、トランススポーツを「モンタナ」へ改称した。これにより、トランススポーツの名は途絶える。

## 開発の背景
1984年式クライスラー製ミニバンの発売に続き、ゼネラルモーターズは1985年式シボレー・アストロ及びGMC・サファリを対抗馬として発売した。当初はダッジ・キャラバン及びプリマス・ボイジャー同等の全長及びホイールベースであったが、アストロ及びサファリはコンパクトピックアップやフルサイズカーとコンポーネントを共有する、より上級クラスであった。アストロ及びサファリは同市場では広く受け入れられたが（フォード・エアロスター同様、乗用仕様と貨物仕様の両方を用意）、クライスラー製ミニバン程のシェアは得られなかった。
ゼネラルモーターズはキャラバン及びボイジャーの対抗馬として、1990年代に新たに前輪駆動式ミニバンの開発に着手した。1986年に発表されたコンセプトカーに先立ち、ゼネラルモーターズは後にルミナAPVへと進化する、ミニバンのデザインを承認した。トランススポーツ（トランザムファイヤーバードに由来）はスポーツ用途及びスタイル志向の購買層をターゲットとし、シボレー・ルミナAPVはバリューベース戦略、オールズモビル・シルエットはプレミアム市場をターゲットとした。

## コンセプトカー

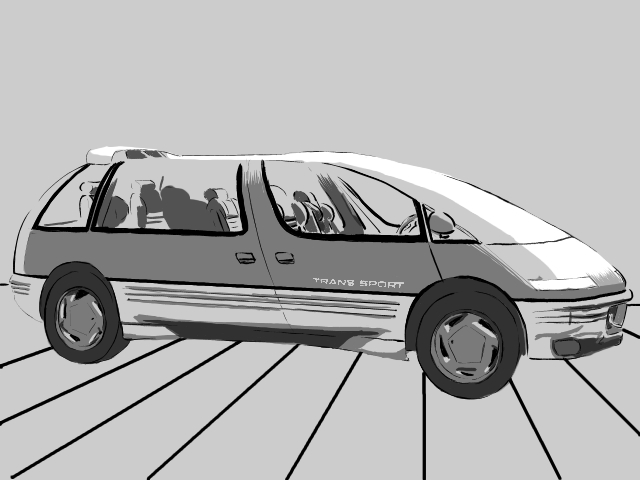
1986年に発表されたトランススポーツコンセプト

1986年に開催されたシカゴオートショーにおいて、ゼネラルモーターズはポンティアック・トランススポーツのコンセプトカーを発表した。ポンティアック・6000セダン/ワゴンのシャシから派生しており、全高は当時のプリマス・ボイジャーより約152mm低く設定された。現代的なエクステリアに仕立て上げる為、トランススポーツはAピラーを黒色で塗装し、Bピラーを上向きに反る形（前列がラップアラウンドウィンドシールドの様に見える）とした。助手席側は伝統であるカーブサイドスライドドアでは無く、ガルウィングドア（運転席側はBピラーからリフトゲートまでラップアラウンドガラス）が採用された。ルーフの大部分はガラスで構成されており、全幅はヘッドライナーが約914mmであった。なお、製造される可能性は極めて低かったが、トランススポーツはマルチファンクショルランプを採用。従来の赤色のブレーキランプと白色/透明色のバックランプに加え、減速時用のアンバー色も追加された。
インテリアは、1990年代のゼネラルモーターズ車（ポンティアック車を含む）の集大成と言った物であり、フロントガラスのヘッドアップディスプレイ、マルチファンクションステアリング・ホイール、後のオンスターの基礎となるであろうデザインが採用されており、デジタルバックミラーと電子式シフトレバーと共に、後席コンパートメントには任天堂エンターテインメントシステムが配置された。
エンジンは235馬力を発揮する2.9L V型6気筒ターボ（ポンティアック・フィエロ用）を搭載し、3速ATと組み合わせた。17インチホイール（後のコルベットZR-1と同一）が採用され、当時のファイヤーバードを除く全ポンティアック車より非常に大型であった。

## 初代（型式: GMT199型、1990年 - 1996年）
1989年に1990年式として発売。ポンティアック初のミニバンであり、ポンティアック・グランプリセダンと共にポンティアック・6000の後継として段階的に導入された。
フォード・エアロスターやトヨタ・プレビア（日本名: エスティマ）同様、シングルボックスと言うボディデザインを採用し、ボンネットからフロントガラスにかけてがほぼ一直線に傾斜する。なお、前輪駆動式によるフロントオーバーハングの長い特徴的なデザインは物議を醸しており、ハンディ掃除機にちなみ「ダストバスター」の愛称で呼称される。このデザインは、他ブランドにおいて販売された車種2台にも受け継がれる。
初代最後となるトランススポーツは1996年6月27日に製造ラインから出荷され、直後にノース・タリータウン工場も閉鎖された。

### シャシ

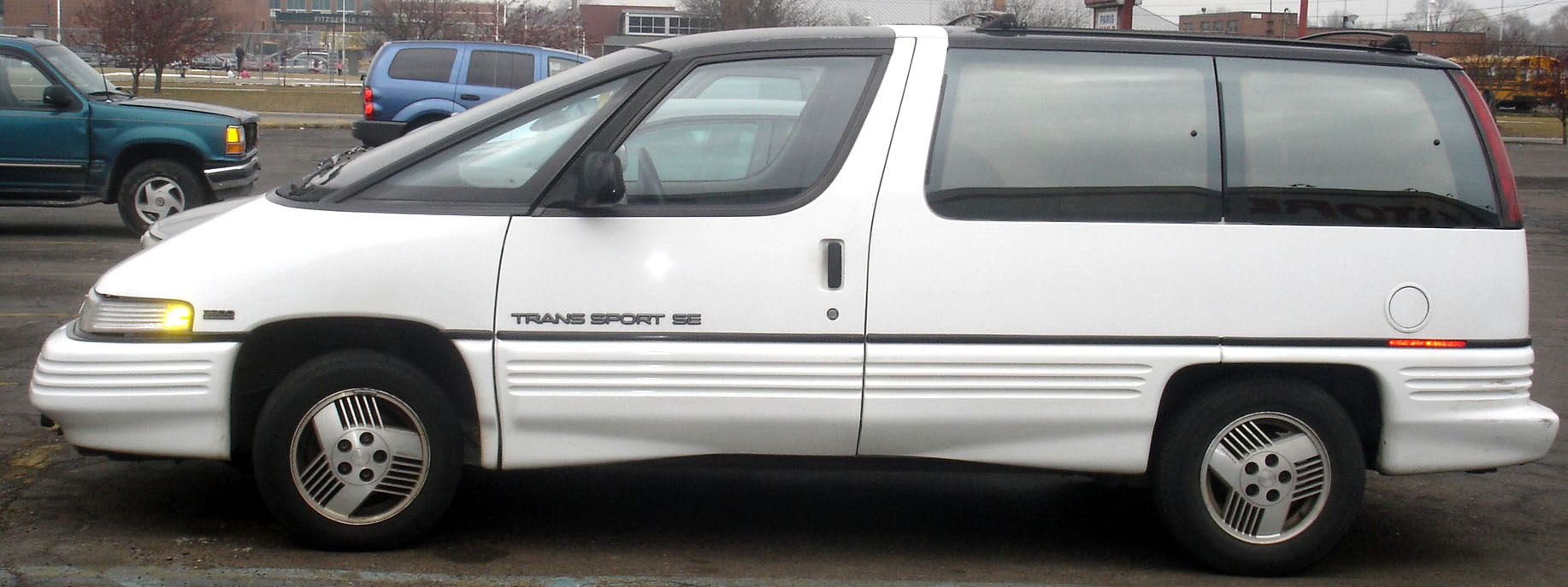
SE前期型（'90年 - ’93年式）このデザイン故に「ダストバスター」の愛称が付けられた。

初代はゼネラルモーターズ・Uプラットフォーム/GMT199型を採用しており、トランススポーツコンセプト（A-ボディのシャシを延長）とは異なり、ポンティアック・フィエロやサターン・SL/SW/SCに類似したコンセプトの亜鉛メッキ鋼板製スペースフレーム構造を採用した。

### パワートレイン
トランススポーツコンセプトに搭載された235馬力（175kW）を発揮する2.9L V型6気筒ターボとは異なり、6000およびグランプリと共通の120馬力（89kW）を発揮する3.1L V型6気筒LG6型自然吸気が搭載され、トランスミッションは3T40型3速ATのみの設定であった。1992年には170馬力（127kW）を発揮する3.8L V型6気筒L27型と4T60-E型4速AT（オーバードライブを追加）が追加設定された。1996年には3.1L V型6気筒LG6型自然吸気及び3.8L V型6気筒L27型が180馬力（134kW）を発揮する3.4L V型6気筒LA1/3400型の追加設定に伴い廃止され、同時に3T40型3速ATも廃止された。

### ボディ

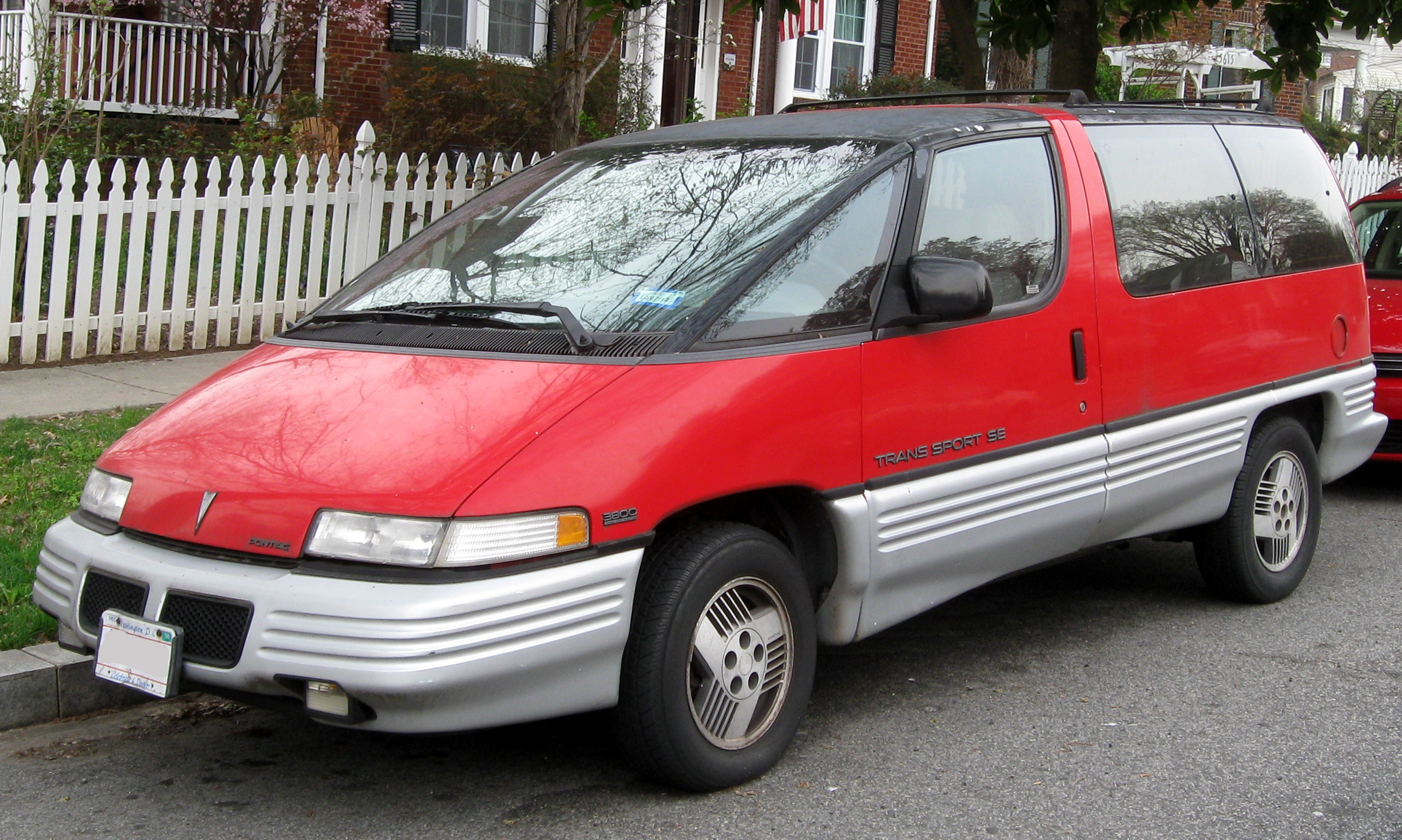
SE前期型（'92年式）

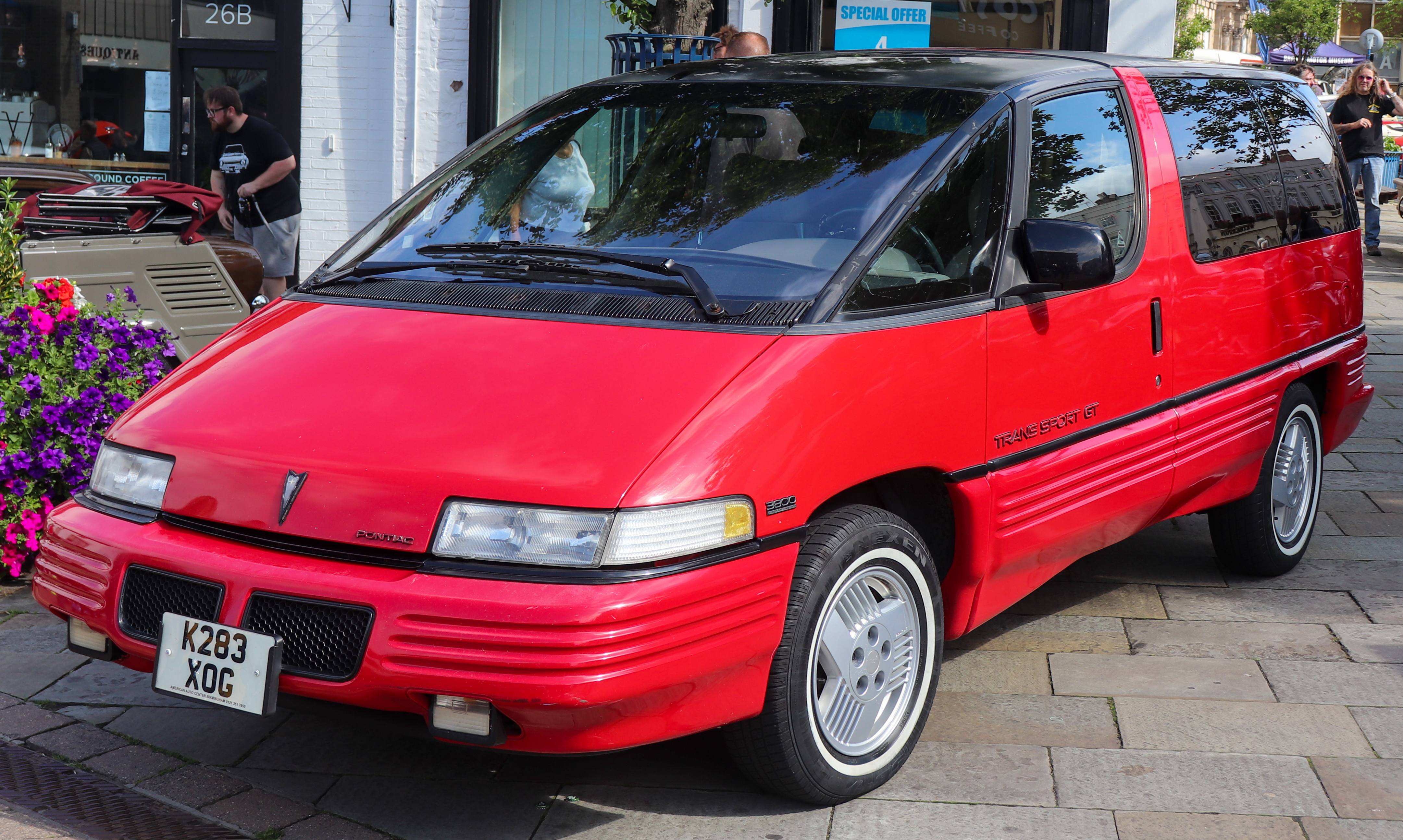
GT3.8前期型（'92年式）

GMT199型を採用するミニバンは、殆どのボディパネルを共有するが、ルーフラインの塗装で差別化された。シボレー・ルミナAPVはBピラーより前方のルーフが黒色で塗装されており、それ以降がボディ同色で塗装される。オールズモビル・シルエットはBピラー以降のCピラー、Dビラーが黒色で塗装されており、Aピラーとルーフラインがボディ同色で塗装される。トランススポーツはBピラー及びその根元付近がボディ同色で塗装されており、それ以外は全て黒色で塗装される。ボディ下部のクラッディングは、トランススポーツコンセプトから受け継がれた特徴であり、そしてポンティアック車の伝統でもある。
スペースフレーム構造を採用しており、ルーフパネルのみスチール製であり、垂直なサイドパネルは全てポリマー樹脂製（サターン車と同様）である。トランススポーツコンセプト同様、ボディの損傷の保護を目的としたスリット入りのクラッディングが多用される。トランススポーツコンセプトからは大幅にトーンダウンが図られたものの、Bピラーを跳ね上げ、全ガラスが大きくカーブしており、ウィンドウピラーは黒色で塗装されるなど、面影は残る。フルワイドのメタルルーフやスライドドアも採用されており、トランススポーツコンセプトからの最大の変更点は、テールランプがDピラーと一体化した縦長のデザインへ変更された事である。1991年にはサンルーフが新たにオプション設定され、1992年には外付けのラジオアンテナが廃止（ルーフとヘッドライナー間に組み込まれる形へ変更）され、別にサイドミラーのデザインが変更されたと共に大型化され、内側に折り畳みが可能となった。
インテリアは、トランススポーツコンセプトに採用されたハイテク装備の多くは非採用となるも、モジュール式リアシートが新たに採用された。後席は、一般的なフルレングスリアベンチシートでは無く、独立式リアバケットシートが採用され、用途に合わせて構成の変更も可能である。乗車定員は、5人乗り（2-3）、6人乗り（2-2-2）、7人乗り（2-3-2）が用意された。
1991年にはダッシュボードに若干変更が加えられ、フロントガラス下部には日差し軽減を目的とした反射防止カーペット状の布が設置された。1992年にはトランススポーツコンセプトのインテリアを取り入れ、ステアリング・ホイールによるラジオコントロールがオプション設定された。

### グレード

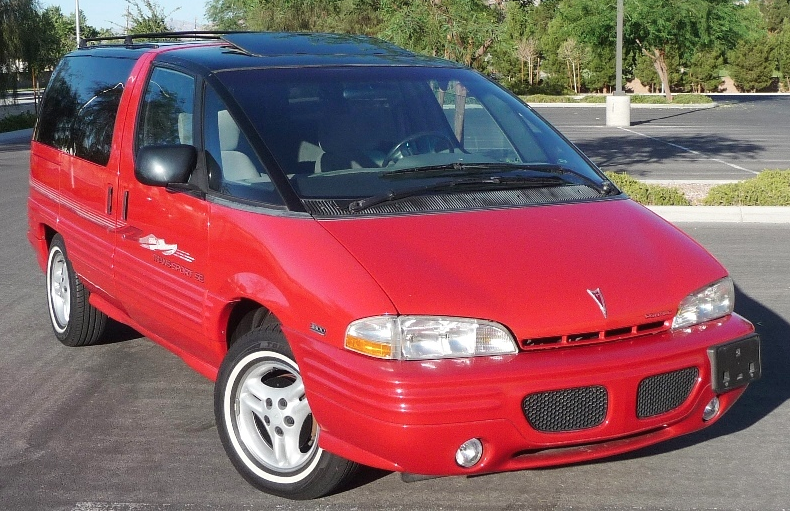
SE後期型（'95年式）

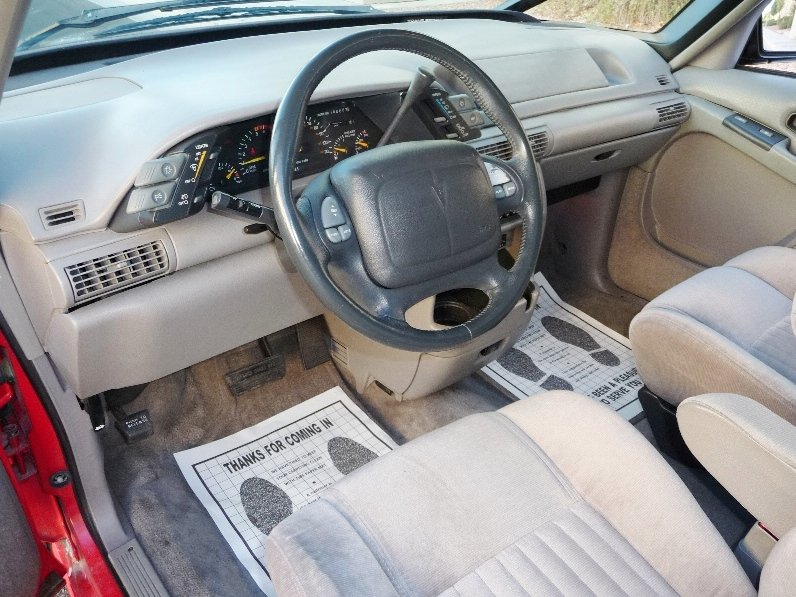
SE後期型ダッシュボード（'95年式）

当初は、ベースグレードであるトランススポーツトリム（クラッディングを銀色で塗装）とトランススポーツSEトリム（クラッディングをボディ同色で塗装）が用意された。1992年にはグレード改定を受け、トランススポーツトリムを廃止、よりスポーツ志向なトランススポーツGTトリムが設定された（3.8L V型6気筒L27型を標準装備）。トランススポーツGTトリムは、オールズモビル・シルエットに次ぎ2車種目となるレザーシートをオプション設定した。
1993年にはトランススポーツGTが廃止となり、再び全車トランススポーツSEとなる（ボディ同色のバッジ装着）。ゴールドカラーエクステリアトリムパッケージがオプション設定されており、一部はホイールが金色で塗装されており、バッジ、クラッディングがボディ同色で塗装されるアッパールーフと組み合わされた。1995年には標準装備される黒色で塗装されるルーフ（ボディ同色は無償オプション）が廃止された。

### 1994年一部改良
1994年にはGMT199型を採用するミニバン全車がフロントオーバーハングの長い特徴的なデザインによる物議を受け、一部改良を実施、後期型へ移行。全長を5mm短縮した上に、より視覚的に短縮した様に見せる為、新たなボンネット（ヘッドランプはポンティアック・ボンネビルと共有）を採用し、クラッディングに変更を加え、新たなフロントバンパー（大型な縦型フロントグリル付）を採用した。Bピラー以降のサイドガラスは色調が濃くなったが、サイドは視覚的に全長を延長した様に見える。ルミナAPVと共に同市場初となるパワースライドドアを採用した。当初は1993年の採用を予定していたが、品質管理の問題解決により1994年まで延期となった。ステアリング・ホイールに運転席エアバッグ（ポンティアック・グランプリから継承）が追加されたと同時に、トランススポーツのみダッシュボードに変更が加えられた。後席も変更が加えられ、2列目シートに一体型チャイルドシートがオプション設定された。1996年にはエアコンが標準装備となった。

## 2代目（型式: GMT200型、1997年 - 1999年）
1996年7月に1997年式として発表した。先代が物議を醸した事を受け、ゼネラルモーターズは前輪駆動式ミニバンを、前年に発売されたクライスラー製ミニバンに類似したフォルムファクターへ路線変更を図り、ダッジ・キャラバン及びダッジ・グランドキャラバンの対抗馬とした。フォード・ウィンドスターとは異なり、2代目はホイールベースを2種（SWB、LWB）用意し、シングルスライドドアまたはデュアルスライドドアが設定され、再び複数のブランドにおいて発売された。
ゼネラルモーターズにおける中級ミニバンとして、シボレー・ベンチャー（シボレー・ルミナAPV後継）とオールズモビル・シルエットの中間に位置した。2代目はトランススポーツモンタナアピアランスパッケージ（下記参照）が設定されており、その人気からポンティアックは1999年（カナダでは2000年）に全ミニバンをポンティアック・モンタナへ改称した。これにより、トランススポーツの名は途絶える。
1996年6月下旬にはノース・タリータウン組立工場が閉鎖され、製造はジョージア州ドラヴィル組立工場へ移管された。なお、同工場は2008年9月26日に閉鎖された。

### シャシ
車体番号からUボディ採用車とみなされたが、正式にはGMT200型である。先代の革新的なシャシ構造は廃されており、主にダッジ・NS型キャラバン/ボイジャーをベンチマークとし、スチール製ボディパネルの採用により、よりオーソドックスなスチール製ユニボディへと移行した。ボディサイズも大幅に大型化されており、標準長のSWB（2,845mm、先代比56mm延長）とLWB（3,048mm）（ミニバンとしてはフォード・エアロスターとフォード・ウィンドスターの中間）が用意された。
サスペンションはサス前にマクファーソンストラット式、サス後にコイルスプリング式が採用された。ブレーキは先代と同様フロントにディスクブレーキ、リアにドラムブレーキが装備された。

### パワートレイン
2代目は、先代である1996年式に搭載された180馬力（134kW）を発揮する3.4L V型6気筒LA1/3400型を受け継ぎ、4速ATが標準装備された。